# Damias peraffinis
Damias peraffinis är en fjärilsart som beskrevs av Rothschild 1912. Damias peraffinis ingår i släktet Damias och familjen björnspinnare. Inga underarter finns listade i Catalogue of Life.